# 金剛山トンネル (山口県)
金剛山トンネル（こんごうざんトンネル）は、山口県周南市にある山陽自動車道のトンネル。

## 概要
- 上り線（広島・大阪方面）長さ：2,206 m
- 下り線（北九州方面）長さ：2,201 m

※トンネル距離数はトンネル入口手前に設置された標識の記載によるもの。

## 歴史
- 1990年3月30日：山陽自動車道・徳山東IC - 徳山西IC開通と共に供用開始

## 追記事項
- 上下線共に入口出口付近を含むトンネル内部は車線変更禁止に指定されている。（下り線は広島側に隣接する上馬屋トンネル（上り線：674m、下り線：675m）手前から引き続き。）

## 徳山東IC - 徳山西IC間のトンネル群
徳山東IC - 徳山西ICの区間は、狭隘で市街化が進んだ周南市の臨海部を避けて中国山地の裾野部をトンネルと橋を組み合わせて直線的に通過している。このため、最も長い金剛山トンネルを中心に殆どが1キロを越える長距離トンネルが連続している。
(37) 徳山東IC/BS - 平原トンネル - 上馬屋トンネル - 金剛山トンネル - 桜谷トンネル - 富岡トンネル - 嶽山トンネル - 若山トンネル - 中村トンネル - 戸田トンネル - (38) 徳山西IC